# I Never Learn
I Never Learn (с англ. — «Я ничему не учусь») — третий студийный альбом шведской певицы Люкке Ли. Пластинка была издана 2 мая 2014 года на лейблах LL Recordings и Atlantic. Исполнительница работала над диском в сотрудничестве с такими продюсерами, как Грег Кёрстин и Бьорн Юттлинг. Композиции альбома выдержаны в таких жанрах, как инди-поп и дрим-поп.

## Список композиций
| №                   | Название                             | Автор(ы)                              | Продюсер(ы)         | Длительность |
| ------------------- | ------------------------------------ | ------------------------------------- | ------------------- | ------------ |
| 1.                  | «I Never Learn»                      | Люкке Ли, Бьорн Юттлинг               | Ли, Юттлинг         | 3:04         |
| 2.                  | «No Rest for the Wicked»             | Ли, Юттлинг                           | Ли, Юттлинг         | 3:42         |
| 3.                  | «Just Like a Dream»                  | Ли, Юттлинг                           | Ли, Юттлинг         | 4:08         |
| 4.                  | «Silver Line»                        | Ли, Рик Ноуэлс, Юттлинг, Грег Кёрстин | Ли, Юттлинг         | 3:52         |
| 5.                  | «Gunshot»                            | Ли, Ноуэлс, Юттлинг                   | Ли, Кёрстин         | 3:24         |
| 6.                  | «Love Me Like I’m Not Made of Stone» | Ли, Ноуэлс, Юттлинг                   | Ли, Юттлинг         | 3:47         |
| 7.                  | «Never Gonna Love Again»             | Ли, Юттлинг                           | Ли, Юттлинг         | 4:00         |
| 8.                  | «Heart of Steel»                     | Ли, Ноуэлс, Юттлинг                   | Ли, Юттлинг         | 3:54         |
| 9.                  | «Sleeping Alone»                     | Ли, Юттлинг                           | Ли, Юттлинг         | 2:59         |
| Общая длительность: | Общая длительность:                  | Общая длительность:                   | Общая длительность: | 32:50        |

| №                   | Название                                     | Длительность |
| ------------------- | -------------------------------------------- | ------------ |
| 10.                 | «Gunshot» (acoustic)                         | 3:36         |
| 11.                 | «I Never Learn» (video)                      | 2:34         |
| 12.                 | «Love Me Like I'm Not Made of Stone» (video) | 3:51         |
| 13.                 | «No Rest for the Wicked» (video)             | 3:37         |
| Общая длительность: | Общая длительность:                          | 46:28        |